# Station Nasielsk Wąskotorowy
Station Nasielsk Wąskotorowy is een spoorwegstation in de Poolse plaats Nasielsk.